# 小行星6096
小行星6096（英語：6096）是一颗围绕太阳公转的小行星。1991年10月29日，上田清二、金田宏在钏路市发现了此天体。
这颗小行星的绝对星等为22.12946等。